# Английский пойнтер
Англи́йский по́йнтер, или пойнтер (англ. English Pointer), — порода гладкошёрстных легавых собак, выведенная от последовательного скрещивания испанской легавой сперва с паратой (быстрой) разновидностью фоксхаунда, потом с бульдогом, лёгким сеттером, старофранцузским бракком и даже с борзой. Создание породы пойнтер началось ещё в XVIII веке, но тип современного пойнтера выработался окончательно только к восьмидесятым годам XIX столетия.

## Отличительные признаки
(времен Брокгауза и Ефрона)
Отличительные признаки следующие:
- голова большая, но сухая; череп широкий, но слегка сдавлен между ушами; надбровные дуги очень развиты; между глаз, посередине черепа, проходит небольшое углубление в виде бороздки, разделяющей череп на две слегка округлённые половины; значительный перелом лба и затылочный гребень; морда равняется черепу или длиннее его; толщина морды равняется 2/3 ширины лба;
- морда может быть прямой или слегка вздёрнутой; на конце затуплена, в профиле широкая; верхняя челюсть немного длиннее нижней; глаза не должны быть малы; выражение их живое и умное; цвет их зависит от масти собаки, вообще же предпочитаются более темные оттенки;
- нос большой и влажный, коричневого или мясного цвета; губы развитые, но не сильно отвислые; уши тонкие, шелковистые, в складках, средней длины, посажены невысоко, плотно прилегают к щекам; шея длинная, мускулистая, округлённая;
- грудь довольно глубокая, но не широкая, сухая и несколько впалая; плечи длинные, косые, сильные, но не мясистые; колодка мощная, брюхо поджарое, спина слегка вогнутая; зад может быть покат, но вислозадость считается большим пороком; хвост должен быть толстым в корню, к концу же равномерно утончаться; собака должна держать его прямо, без сгиба, почти параллельно земле; в спокойном состоянии он не достигает пазанков на 1—2 пальца; ноги сильные, мускулистые, с резко обозначенными сухожилиями;

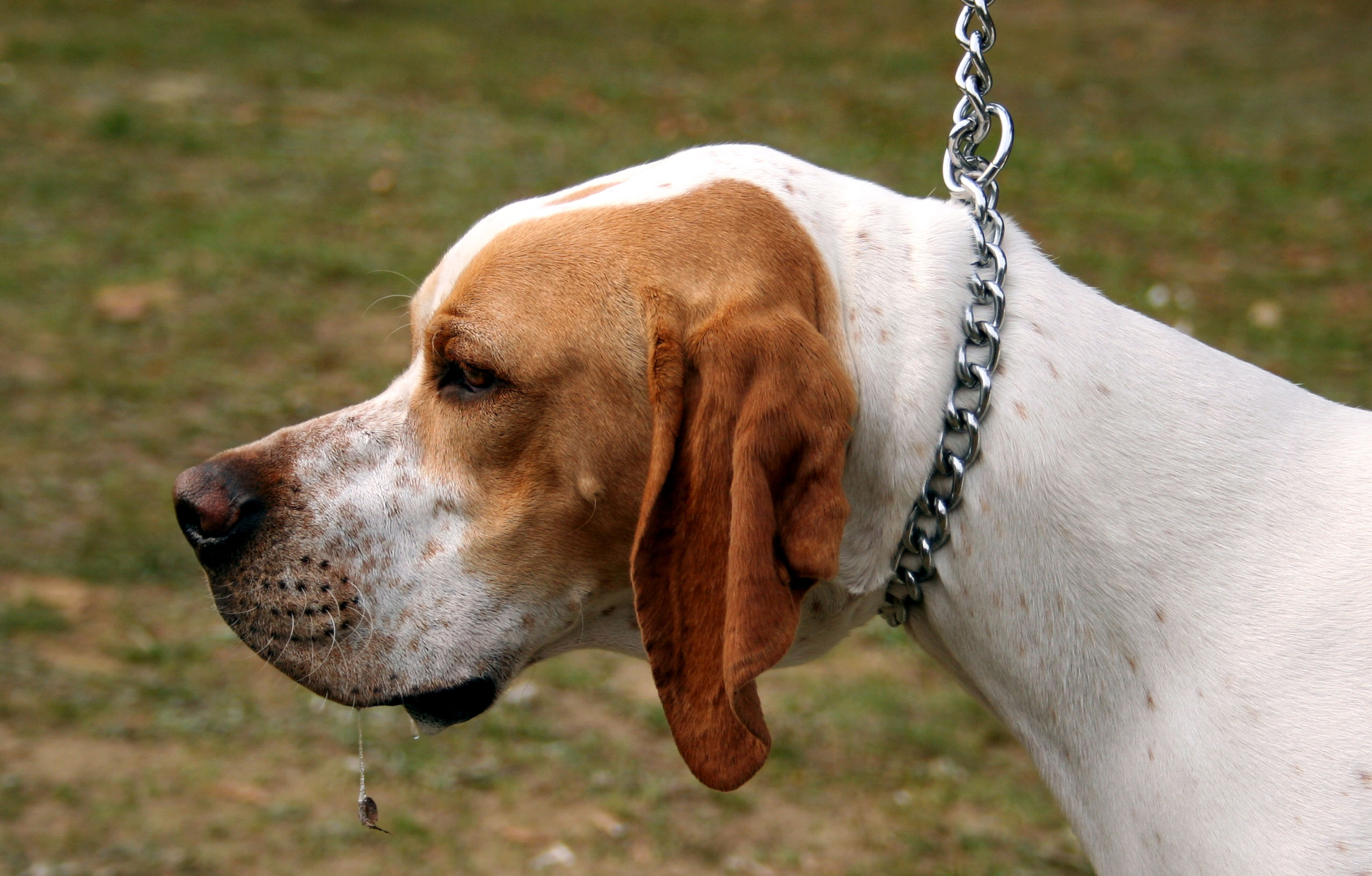

- лапы предпочитаются круглые — кошачьи; шерсть короткая, плотная, жесткая, гладкая; масть: желто-пегая, красно-пегая, кофейно-пегая, с подпалинами и без подпалин, кофейная; весьма ценится правильное симметричное распределение отметин, особенно на голове.

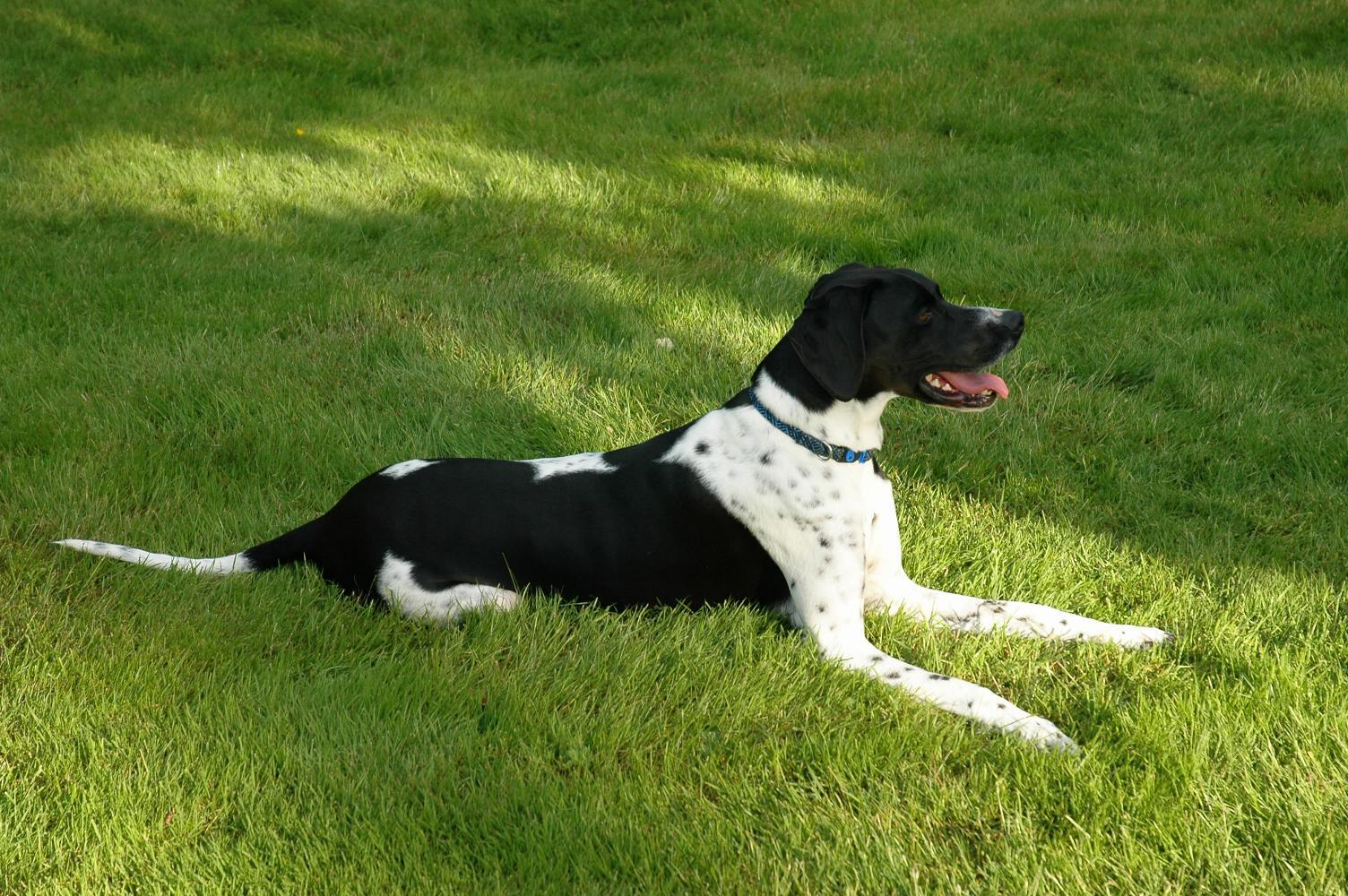
Пойнтер

## Типы
По росту и отчасти по складу пойнтеры делятся на лёгких (до 25 кг) и тяжёлых. В общем пойнтер стройная изящная и вместе с тем могучая собака, несколько флегматичная в спокойном состоянии, но полная огня и энергии при малейшем возбуждении, особенно на охоте. Пойнтеры отличаются превосходным верхним чутьём, широким поиском и крепкой стойкой.